# Aleksandr Kaleri
Aleksandr Jurjewicz Kaleri (ros. Александр Юрьевич Калери; ur. 13 maja 1956 w Jurmale, obecnie Łotwa) – rosyjski inżynier, kosmonauta.

## Wykształcenie oraz praca zawodowa
- 1979 – został absolwentem Moskiewskiego Instytutu Fizyczno-Technicznego (specjalność dynamika lotu). Po studiach rozpoczął pracę jako inżynier w głównym biurze konstrukcyjnym NPO Energia. Uczestniczył m.in. w pracach nad stacją kosmiczną Mir.
- 1983 – na tej samej uczelni ukończył studia podyplomowe (mechanika płynów, gazu i plazmy).

## Kariera astronauty
- 1984 – 15 lutego został członkiem oddziału kosmonautów NPO Energia.
- 1986 – w październiku w Centrum Wyszkolenia Kosmonautów im. J. Gagarina zakończył szkolenie podstawowe.
- 1987-1992 – uczestniczył w przygotowaniach do długotrwałego lotu na stację kosmiczną Mir. 21 grudnia 1987 razem z Aleksandrem Wołkowem oraz Aleksandrem Szczukinem był w załodze rezerwowej podczas startu misji Sojuza TM-4. Później przez krótki czas szkolił się w załogach przygotowywanych do lotów Sojuz TM-7 (1988) i Sojuz TM-11 (1990). W maju 1991, również z Aleksandrem Wołkowem oraz Timothym Mace(inne języki) z Wielkiej Brytanii był inżynierem pokładowym w załodze dublerów podczas startu Sojuza TM-12.
- 1992 – 17 marca wystartował do swojego pierwszego lotu w kosmos na pokładzie statku Sojuz TM-14. Misją dowodził Aleksandr Wiktorienko, a funkcję kosmonauty badacza pełnił niemiecki astronauta Klaus-Dietrich Flade. Rosyjscy kosmonauci po dotarciu do stacji Mir pozostali na niej jako 11. stała załoga. Obaj powrócili na Ziemię po 145 dniach pobytu w przestrzeni kosmicznej – 10 sierpnia.
- 1995-1996 – wspólnie z Walerijem Korzunem oraz francuskim astronautą Léopoldem Eyhartsem przygotowywał się w załodze rezerwowej do wyprawy Sojuza TM-24. Na 5 dni przed startem dowódca załogi podstawowej Giennadij Manakow zachorował. Podjęto wówczas decyzję o przesunięciu Korzuna oraz Kaleriego do głównej załogi. Misja rozpoczęła się 17 sierpnia 1996 a zakończyła się 2 marca 1997 po ponad 196 dniach lotu. Kosmonauci byli 22. stałą załogą Mira.
- 1997-1998 – przeszedł szkolenie jako inżynier pokładowy rezerwowej załogi Sojuza TM-28. Razem z nim w załodze tej znaleźli się Siergiej Zalotin i Oleg Kotow.
- 2000 – 4 kwietnia razem z Siergiejem Zalotinem wystartował na pokładzie Sojuza TM-30. Przez ponad 72 dni, do 16 czerwca, obaj pracowali na Mirze jako 28. stała załoga.
- 2001-2004 – od stycznia 2001 przygotowywał się do długotrwałego lotu na Międzynarodową Stację Kosmiczną. Otrzymał przydział do załogi rezerwowej Ekspedycji 5 i podstawowej Ekspedycji 7. Po katastrofie promu Columbia rozformowano szkolone załogi, ponieważ zaszła potrzeba ograniczenia liczebności stałych załóg do jedynie dwóch astronautów. W nowym harmonogramie Kaleri znalazł się razem z Michaelem Foale w załodze dublerów Ekspedycji 7 i w załodze podstawowej Ekspedycji 8. Na pokładzie Sojuza TMA-3 astronauci wystartowali w kierunku ISS 18 października 2003. Ich lot trwał ponad 194 dni. Zakończył się 30 kwietnia 2004 lądowaniem na terenie Kazachstanu.
- 2005-2006 – kontynuował treningi do kolejnego lotu (Ekspedycje 15-17) na ISS, ale ostatecznie nie przydzielono go do konkretnej misji. 30 października zachowując uprawnienia aktywnego kosmonauty został zastępcą naczelnika oddziału kosmonautów RKK Energia.
- 2007-2009 – w sierpniu 2007 powierzono mu kolejną misję. Początkowo miał być to udział w Ekspedycji 23[1][potrzebny przypis]. Na stację kosmiczną miał się udać na pokładzie testowanego po raz pierwszy w kosmosie zmodyfikowanego statku Sojuz-TMA. Z powodu opóźnień start nowego statku przełożono i ostatecznie załogę Kaleri, Skripoczka i S. Kelly przesunięto do podstawowego składu Ekspedycji 25/26.
- 2010 – 7 października (czas UTC) udał się w kosmos po raz piąty jako dowódca statku Sojuz TMA-01M. Na Ziemię powrócił 16 marca 2011.

## Nagrody i odznaczenia
- tytuł Bohatera Federacji Rosyjskiej i medal „Złotej Gwiazdy” w 1992
- order „Za zasługi dla Ojczyzny” II i III stopnia
- Order Przyjaźni
- Medal za Lot Kosmiczny (NASA Space Flight Medal)
- NASA Public Service Medal
- Kawaler Legii Honorowej (Francja)
- Universal Astronaut Insignia za lot orbitalny (nr 265) – Stowarzyszenie Uczestników Lotów Kosmicznych (Association of Space Explorers(inne języki))[2]

## Wykaz lotów
| Loty kosmiczne, w których uczestniczył Aleksandr J. Kaleri            | Loty kosmiczne, w których uczestniczył Aleksandr J. Kaleri | Loty kosmiczne, w których uczestniczył Aleksandr J. Kaleri | Loty kosmiczne, w których uczestniczył Aleksandr J. Kaleri | Loty kosmiczne, w których uczestniczył Aleksandr J. Kaleri | Loty kosmiczne, w których uczestniczył Aleksandr J. Kaleri          | Loty kosmiczne, w których uczestniczył Aleksandr J. Kaleri |
| №                                                                     | Data startu                                                | Statek kosmiczny                                           | Data lądowania                                             | Statek kosmiczny                                           | Funkcja                                                             | Czas trwania                                               |
| --------------------------------------------------------------------- | ---------------------------------------------------------- | ---------------------------------------------------------- | ---------------------------------------------------------- | ---------------------------------------------------------- | ------------------------------------------------------------------- | ---------------------------------------------------------- |
| 1                                                                     | 17 marca 1992                                              | Sojuz TM-14                                                | 10 sierpnia 1992                                           | Sojuz TM-14                                                | inżynier pokładowy                                                  | 145 dni 14 godzin 10 minut i 33 sekundy                    |
| 2                                                                     | 17 sierpnia 1996                                           | Sojuz TM-24                                                | 2 marca 1997                                               | Sojuz TM-24                                                | inżynier pokładowy                                                  | 196 dni 17 godzin 26 minut i 13 sekund                     |
| 3                                                                     | 4 kwietnia 2000                                            | Sojuz TM-30                                                | 16 sierpnia 2000                                           | Sojuz TM-30                                                | inżynier pokładowy                                                  | 72 dni 19 godziny 42 minuty i 16 sekund                    |
| 4                                                                     | 18 października 2003                                       | Sojuz TMA-3                                                | 30 kwietnia 2004                                           | Sojuz TMA-3                                                | dowódca                                                             | 194 dni 18 godzin 33 minuty i 43 sekundy                   |
| 5                                                                     | 7 października 2010                                        | Sojuz TMA-01M                                              | 16 marca 2011                                              | Sojuz TMA-01M                                              | dowódca Sojuza TMA-01M, inżynier pokładowy Ekspedycji 25/26 na ISS. | 159 dni 8 godzin 43 minuty 10 sekund                       |
| Łączny czas spędzony w kosmosie – 769 dni 6 godzin 35 minut 1 sekunda |                                                            |                                                            |                                                            |                                                            |                                                                     |                                                            |